# بهوت کوشی
بهوت کوشی (به انگلیسی: Bhote Koshi) رودخانه‌ای است که در نپال جریان دارد.